# Segon Protocol Facultatiu del Pacte Internacional de Drets Civils i Polítics
El Segon Protocol Facultatiu del Pacte Internacional de Drets Civils i Polítics, destinat a l'abolició de la pena de mort és un acord paral·lel al Pacte Internacional de Drets Civils i Polítics (ICCPR). Va ser aprovat per l'Assemblea General de les Nacions Unides el 15 de desembre de 1989 i va entrar en vigor l'11 de juliol de 1991. L'1 de gener de 2021 tenia 88 membres i 40 signataris.
El Segon Protocol facultatiu compromet als seus membres a l'abolició de la pena de mort a l'interior de les seves fronteres, encara que l'article 2.1 permet als membres fer excepcions que permeten l'execució en cas de crims greus en temps de guerra. Inicialment, Xipre, Malta i Espanya van presentar aquestes reserves i posteriorment les van retirar. Azerbaidjan i Grècia encara mantenen reserves en la implementació del Protocol, a pesar que tots dos van prohibir la pena de mort sota totes les circumstàncies.